# シノケン・レジデンシャル投資法人
シノケン・レジデンシャル投資法人は、東京都港区に所在する投資法人（REIT）。

## 概要
シノケングループがスポンサーの住宅特化型REITであり、資産運用会社は株式会社シノケンアセットマネジメントである。
2020年7月31日に100億円規模の物件を組み入れて私募で運用開始した。
2022年2月2日に投資口の東京証券取引所上場について承認を受け、新投資口の発行（発行数123,476口、発行価額の総額12,347,600,000円）及びオーバーアロットメントによる売出し（売出数6,174口、売出価額の総額671,400,000円）に関して有価証券届出書を関東財務局長に提出したものの、同月17日付で、米国長期金利上昇やウクライナ情勢による経済情勢を理由に上場の延期を発表。同年8月10日には、シノケングループのMBOによるTOB発表と同日付で、シノケンリートの2022年中の上場は断念し2023年以降の上場を目指すことを発表している

## 沿革
- 2020年（令和2年）5月15日 - シノケンリート投資法人の設立
- 2020年（令和2年）6月16日 - 投信法第187条に基づく登録（登録番号 関東財務局長 第150号）
- 2020年（令和2年）7月31日 - 私募で運用開始
- 2022年（令和4年）2月2日 - 東京証券取引所への上場承認を発表[3]。3月8日の上場予定とされた。
- 2022年（令和4年）2月17日 - 上場延期を発表[4]。
- 2023年（令和5年）12月1日 - シノケン・レジデンシャル投資法人に商号変更[5][6]。

## ポートフォリオ
投資対象は、地域別では東京23区内を100%とする。シノケングループが開発した「レジデンス」と「ミニレジ」を組み込むが、本投資法人は木造は投資対象とせず、鉄骨造を取得する。物件は、原則としてシノケングループが賃料固定型マスターリースを締結するが、一部はパススルー型の契約もある。